# Polyt V
Polyt V er et en-motors enkeltsædet slæbefly, specifikt udviklet til slæbning af svævefly. Det er udviklet og fremstillet af ingeniører og elever fra Danmarks Tekniske Universitet (DTU).
Der blev kun fremstillet et enkelt fly af typen.

## Design og udvikling
Polyt V, undertiden skrevet som Polyt 5, var fra begyndelsen tiltænkt rollen som slæbefly for svævefly. Den blev designet af seks medlemmer af Polyteknisk Flyvegruppe, en af de ældste svæveflyveklubber i Danmark der primært består af omkring 50 elever, lærere og færdiguddannede fra DTU.  Yderligere ca. 20 medlemmer hjalp med at bygge flyet. Polyt V fløj for første gang den 12. April 1970.
Det er et ensædet, lavvinget monoplan med et fast næsehjuls-understel og en høj T-hale, og den er motoriseret med en 150 kW (200 hk) Lycoming IO-360 firecylindret boksermotor. Den kraftige motor kombineret med en let trækonstruktion muliggør en høj stigehastighed og korte slæbetider, og giver flyet evnen til at slæbe selv de tungeste to-sædede svævefly med vandballast.
Vingerne er bygget omkring en kasseformet hovedbjælke og er dækket med krydsfiner, med undtagelse af forkanten der er dækket med polyesterarmeret glasfiber. De bærer krængeror over en stor del af spændvidden, og indenbords for rorene har hver vinge en luftbremse eller spoiler af aluminium, udført i samme stil som på et svævefly. Luftbremsen foldes ud både på vingens over- og underside i en vinkel på op til 50°, den øverste halvdel af bremsen er perforeret. Luftbremsen anvendes når flyet dykker bort efter at svæveflyet har sluppet slæbet.
Haleplanet er opbygget i træ, med en beklædning af krydsfiner på alle faste flader, og sideroret er dækket af lærred og udstyret med en trimklap. De store rorflader giver piloten stor kontrol over flyet, selv når han skal 'kæmpe imod' en uerfaren pilot i det slæbte fly; en utrænet pilot vil sjældent ligge stabilt bag slæbeflyet, og vil trække slæbeflyets hale i tilfældige retninger. Haleplan og højderor er sammenbygget og dermed udført som en stabilator, er dækket af lærred og har konstant korde, og bærer en 'anti-tab' trimflap i hele stabilatorens spændvidde.
Polyt Vs skrog er en kassestruktur, dækket af krydsfiner, og med piloten siddende ret højt over vingen. Cockpittet har de basale instrumenter, et fast vindspejl og en høj boble'hood', der åbnes ved at skyde den bagud. Kombinationen af boblehooden, pilotens høje placering og den lave vinge giver piloten et fremragende udsyn i alle retninger, hvilket har betydning for at undgå sammenstød i luften, når et svævefly under en konkurrence slæbes op til en større forsamling af andre svævefly.
De fleste slæbefly er nødt til at afkaste slæbetovet inden landing, og er derfor nødt til at tage en ekstra pladsrunde inden landing. Polyt V har derimod et elektrisk drevet spil i bagkroppen, med en åbning til slæbelinen i 'hælen' under sideroret. Efter forbindelsen til slæbet er brudt, kan flyet spole slæbelinen ind med en hastighed af ca. 1 m/s. Med slæbetovet halet ind er der ingen risiko for at den kan vikle sig ind i forhindringer på jorden, og assisteret af de kraftige luftbremser kan flyet lande direkte fra et slæb. Dette betyder at flyet har en kort tid mellem hvert slæb, hvilket særligt har betydning under konkurrencer, hvor feltet gerne skal slæbes til start hurtigst muligt.
Motorinstallationen er usædvanelig; under motorhjelmen, umiddelbart bag propellen, er der placeret en 16-bladet variabel køleluftblæser, for at sikre tilstrækkelig køling under flyvning med lav fart og høj belastning. Den ekstra køling bliver automatisk lukket ned når flyet går ind i et dyk.
Understellets hovedhjul er monteret på en halvcirkel af glasfiber, med en diameter på 3 meter. Midten af glasfiberbuen er fastgjort til skrogets underside. Næsehjulsenheden stammer i det store og hele fra en Piper Colt, men er dog noget modificeret. Understellets fjedervirkning og dets store dæmpningsfaktor gør at Polyt V er tolerant overfor en hård landing eller en ujævn oveflade, og er dermed i stand til at udføre marklandinger og slæbe et udelandet svævefly hjem igen. Dermed har flyet også egenskaber der er karakteristiske for bushfly.

## Operationel historie
Polyt V OY-DHP har gjort tjeneste ved Polyteknisk Flyvegruppe (PFG) fra 1970, gennem 50 år, til 2020.
Året 1969 - 1970 var skelsættende for flyindustrien. For første gang landede mennesket på månen, Concorde, Boeing 747 og DC-10 havde deres jomfruflyvninger... og det havde Polyt V også. Første flyvning foregik fra Polyteknisk flyvegruppes flyveplads i Kaldred øst for Kalundborg, den 12. April 1970 med B. Konstmann som pilot og K. Scheel-Meyer fra Luftfartsdirektoratet som kontrollant. Flyet blev tilsyneladende godkendt enten samme dag eller kort herefter.
Der måtte eksperimenteres lidt for at finde den rette propel. Den første hjemmebyggede træpropel var ikke ideel, så der blev forsøgt med en metalpropel, der blev forsøgt tilpasset. Dette viste sig at være en dårlig ide; under et flyslæb på en demotur til Braunschweig knækkede et blad af propellen. Piloten trak nødudløseren til slæbelinen, men måtte føle sig frem til tændingskontakterne eftersom vibrationerne var så voldsomme at han ikke kunne se noget. Med stoppet motor blev flyet landet med en meget stejl indflyvning, og stoppede nogle få meter før et højt metaltrådshegn. Efterfølgende viste det sig at motoren kun hang i to bolte og både udstødning, motorafskærmning og andre installationer var svært beskadiget. Flyet blev repareret, og fik herefter en fabriksfremstillet træpropel fra fa. Hoffmann Propeller
I 1971 deltog Polyt V i den Internationale Luftfartsudstilling i Le Bourget, Paris. Det var tildels af nød; PFG manglede lokaler i Lundtofte, og klubbens overlevelse afhang af dette. For at påkalde sig opmærksomhed fra DTUs ledelse meldte klubben det nye fly til udstillingen. Polyt V nød stor omtale i pressen, både hjemme og i udlandet, flyet demonsterede - muligvis for første gang - et flyslæb ved Paris Airshow, og klubben fik sine lokaler.
Polyt V kom ud for et havari i efteråret 1972 og måtte repareres efter skaderne. I denne sammenhæng blev flyet malet om; det havde hidtil haft en kras orange farve, som blev erstattet med en hvid bemaling, dog med orange på næsen, sideroret og vingetipperne. På et tidspunkt, muligvis i forbindelse med reparationen, blev siderorets trimflap udskiftet med en trimflap der havde det halve af rorets højde.
Flyet blev trukket ud af drift i 2020; motoren var efterhånden temmelig slidt, og der var diskussion om hvorvidt en renovering kunne betale sig. Flystellet havde været i drift i 50 år, og havde udført 22.000 flyslæb. Resultatet blev at Polyt V blev taget endegyldigt ud af drift. I slutningen af Juli 2021 blev flyet med en mellemlanding på Svæveflyvecenter Arnborg overført til Danmarks Flymuseum i Stauning, hvor det vil blive udstillet sammen med museets svævefly og de danskbyggede KZ-fly, bygget af Skandinavisk Aero Industri.

## Specifikationer
| Reference = Jane's All the World's Aircraft 1972-73, All-Aero |                            |                                           |
| Besætning:                                                    | 1                          |                                           |
| Længde:                                                       | 6,20 m                     | 20 ft 4 in                                |
| Højde:                                                        | 2,60 m                     | 8 ft 6 in                                 |
| Spændvidde:                                                   | 9,60 m                     | 31 ft 6 in, 4° dihedral                   |
| Vingeareal:                                                   | 14,4 m²                    | 155 ft²                                   |
| Vingeprofil:                                                  | NACA 63-618 ved roden      | NACA 63-218 ved tippen                    |
| Luftbremse:                                                   | 1,02 M²                    | 10,98 ft²                                 |
| Tomvægt:                                                      | 615 kg                     | 1.355 lb                                  |
| Max. takeoff vægt:                                            | 760 kg                     | 1.675 lb                                  |
| Motor:                                                        | 1 stk. Lycoming IO-360-A2B | 4-cylindret luftkølet boksermotor         |
| Effekt:                                                       | 147 kW                     | 200 hk                                    |
| Propel:                                                       | 1 stk. 2-bladet træpropel  | fremstillet af Polyteknisk Flyveklub      |
| Diameter:                                                     | 2,05 m                     | 6 ft 9 in                                 |
| Max. fart:                                                    | 200 km/t                   | 124,3 mph, 108 knob ved havoverfladen     |
| Marchfart:                                                    | 185 km/t                   | 115 mph, 100 knob                         |
| Stallfart:                                                    | 74 km/t                    | 46 mph                                    |
| Rækkevidde:                                                   | Distancen ikke angivet     | ca. 2 flyvetimer                          |
| Brændstofkapacitet:                                           | 88 Liter                   | 19 imp.gal.                               |
| Max.flyvehøjde:                                               | 5.500 m                    | 18.040 ft                                 |
| Stigehastighed:                                               | 8 m/sek                    | 1.575 ft/min solo                         |
|                                                               | 5,3 m/sek                  | 1.043 ft/min med ensædet svævefly på slæb |
|                                                               | 4,17 m/sek                 | 820 ft/min med tosædet svævefly på slæb   |

### Citater
1. 1 2 3  Taylor, John W R (1972). Jane's All the World's Aircraft 1972-73. London: Sampson Low, Marston & Co. Ltd. s. 36.
2. 1 2 3 4  Taylor, John W R (1970). Jane's All the World's Aircraft 1970-71. London: Sampson Low, Marston & Co. Ltd. s. 802.
3. ↑  "Polyt 5". Flight (18 June 1970): 999. Hentet 2010-08-15.
4. 1 2  "Polyteknisk Flyvegruppe - Polyt 5". Hentet 2010-08-15.
5. ↑  "Air Trails 1971". Air Trails: 30. Winter 1971.
6. 1 2 3 4  "Polyt V på pension med våde vinger". Hentet 2021-07-29.
7. 1 2 3 4  "Polyteknisk flyvegruppes jubilæumsskrift" (PDF). Hentet 2021-07-29.
8. ↑  "Polyt V photo". Hentet 2010-08-15.
9. 1 2 3 4 5 6  "Polyteknisk Flyvegruppe (Flying Group of the Technical University of Denmark) Polyt V". Arkiveret fra originalen 29. juli 2021. Hentet 2021-07-29.

## Eksterne links
- Et billede af Polyt V
- Polyteknisk Flyvegruppe hjemmeside
- Polyteknisk Flyvegruppe på Facebook